# Sumbaviopsis albicans
Sumbaviopsis albicans är en törelväxtart som först beskrevs av Carl Ludwig von Blume, och fick sitt nu gällande namn av Johannes Jacobus Smith. Sumbaviopsis albicans ingår i släktet Sumbaviopsis och familjen törelväxter. Inga underarter finns listade i Catalogue of Life.